# Bathippus directus
Bathippus directus es una especie de araña saltarina del género Bathippus, familia Salticidae. Fue descrita científicamente por Zhang & Maddison en 2012.

## Distribución
Habita en Nueva Guinea.